# 國立廣東高等師範學校

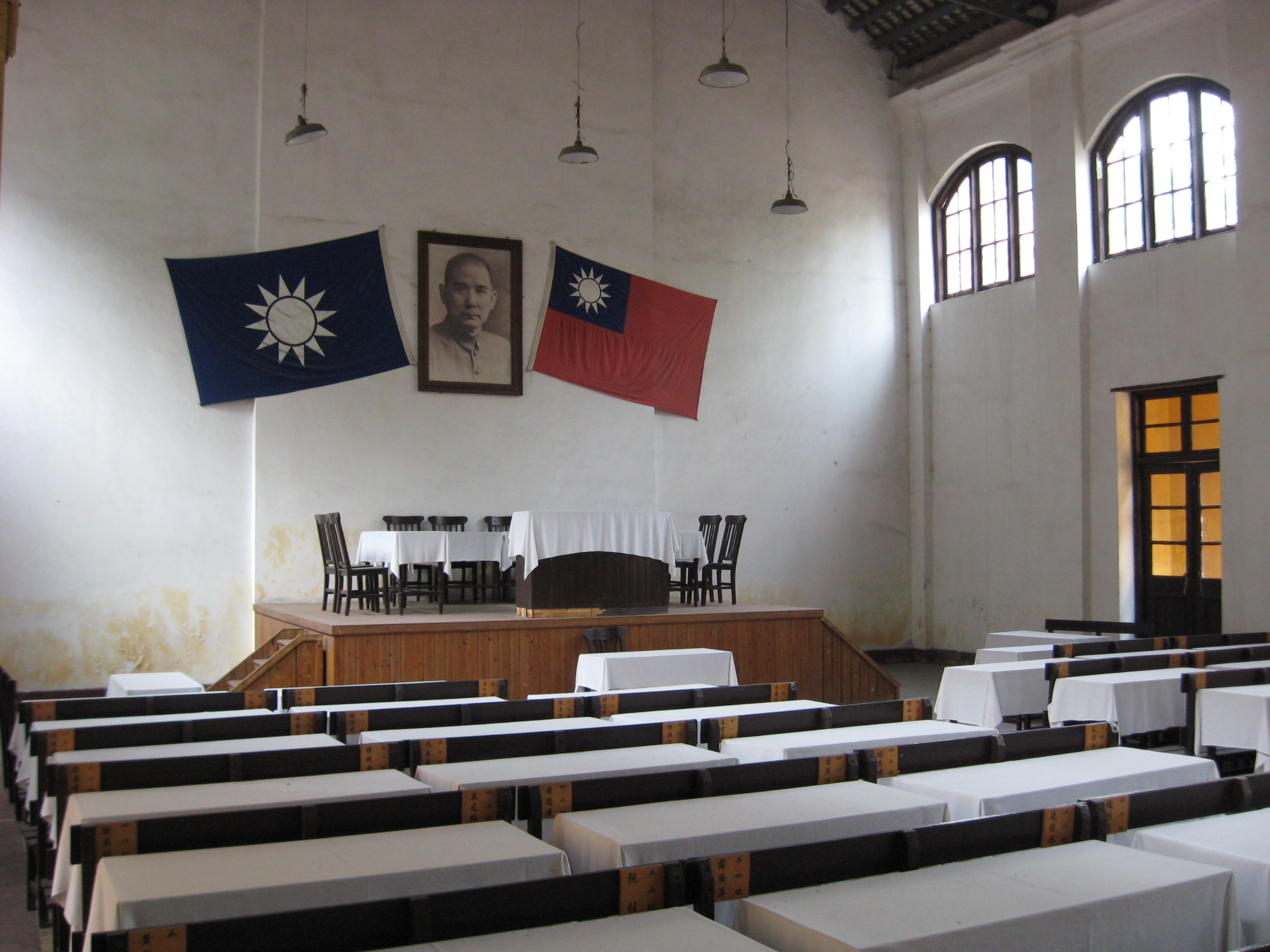
1924年，中國國民黨第一次全國代表大會在國立廣東高師禮堂內舉行。

國立廣東高等師範學校，簡稱廣東高師、廣東師範，是中華民國大陸時期的六大国立高師之一，也是國立廣東大學的四大組成學校之一和當今中山大學、國立中山大學的源流學校。

## 沿革

### 概述
光緒三十一年六月，「兩廣速成師範館」創立，繼辦「初級師範簡易科」，後改名「兩廣師範學堂」，以王舟瑤為監督；翌年，學堂改名「兩廣優級師範學堂」，建新舍于廣東舊貢院，分設文學、史輿、數理化、博物四科，四年畢業，並附設體育專修科及小學。
宣統二年七月，增設附屬中學。翌年一月又增設「附屬初級師範」。1912年2月，改為「廣東高等師範學校」，嗣歸國立，黃錫幹為監督。七月唐萱繼任校長。十二月金曾澄接任，翌年丁憂去任，廖道傳繼之。1915年增設圖工體樂專修科，1917年成立童子軍；1920年金曾澄複任校長，1921年附設「國語傳習所」，並于文史、英語、數理化、博物四部外，增設社會科學部，以至1923年11月金曾澄去任。十二月鄒魯任校長。

### 年表
- 1904年，「兩廣速成師範館」創建
- 1905年，更名為「兩廣初級師範簡易科館」
- 1906年，更名為「兩廣師範學堂」
- 1908年，更名為「兩廣優級師範學堂」
- 1912年，更名為「國立廣東高等師範學校」
- 1924年，與「廣東公立法政大學」、「廣東公立農業專門學校」合併升格「國立廣東大學」（1926年國立廣東大學改稱「國立中山大學」）

## 歷史影響
國立廣東高等師範學校從創辦至1923年金曾澄離任為止，11年間畢業生共達2400多人，遍佈全省各地。在這一時期，中國建立了最早的六大著名高等師範學校，廣東高等師範學校是其中之一。其他幾所是：武昌高等師範學校、北京高等師範學校、沈阳高等师范学校、成都高等師範學校、南京高等師範學校。該校位於中國大陸廣州市文明路215號的鐘樓式禮堂佔地面積300多平方米，是後來1924年的中國國民黨第一次全國代表大會舊址及第一次國共合作的誕生地，也是魯迅於1927年在中山大學任教時進行革命活動的重要場所。
1924年1月20日至30日，孫中山在該校大禮堂主持召開中國國民黨第一次全國代表大會，改組中國國民黨，重新解釋三民主義，制定「聯俄、聯共、扶助農工」三大政策，重新部署國民革命事業，並自當年2月起，每週在高師大禮堂演講新三民主義及指示「三大政策」的重要性，是為國共合作的大革命時代。中國共產黨代表李大釗、毛澤東、林伯渠、瞿秋白等人參加了這次大會的領導工作，並當選為「中國國民黨第一屆中央執行委員」和候補中央執行委員。大會圓滿完成了預定任務，國民黨改組為各革命階級聯盟的政黨，標誌著國共合作反帝反封建的革命統一戰線的建立，成為掀起全國革命高潮的新起點。

## 外部連結
- 民国时期的五所中山大学[永久]